# 외국인산업기술연수생 사건
외국인산업기술연수생 사건(外國人産業技術硏修生事件)은 대한민국 중요 헌법 판례이다. 헌법재판소가 선정한 역대 주요 결정 25선에 선정되었다.
외국인 산업연수생에 대해 임금채권의 우선변제와 퇴직금 등을 적용하지 않고 근로기준법을 차별적용하도록 규정한 '노동법 예규'에 대해 위헌 결정이 내려 외국인 산업연수생도 근로기준법 상 노동자로서의 권리를 제한당해선 안된다고 하여 약 3만여 명에 달하는 산업연수생들의 기본권 보장이 기대되는 결정이다.

### 결론
재판관 7대 2 의견으로 위헌 결정했다.

### 이유
헌법재판소 전원재판부(주심 목영준 재판관)는 지난달 30일 파키스탄과 우즈베키스탄인 산업기술연수생이 퇴직금제도 등을 인정하지 않는 '외국인산업기술연수생의 보호 및 관리에 관한 지침'은 위헌이라며 낸 헌법소원심판사건(☞2004헌마670)에서 재판관 7대 2 의견으로 위헌 결정했다. 재판부는 결정문에서 "사업주의 지시, 감독을 받으며 사실상 노무를 제공하고 있는 실질적 근로자인 산업연수생에 대해 일반 근로자와 달리 근로기준법의 일부 조항의 적용을 배제하는 것은 자의적 차별로 청구인의 평등권을 침해한다"고 판시했다.

## 참고 문헌
- 헌법재판소 판례 2007.8.30. 2004헌마670
- 판례속보 보관됨 2015-05-20 - 웨이백 머신